# Acuminochernes
Genre
Synonymes
- Phoberocheirus Chamberlin, 1949

Acuminochernes est un genre de pseudoscorpions de la famille des Chernetidae.

## Distribution
Les espèces de ce genre sont endémiques des États-Unis.

## Liste des espèces
Selon Pseudoscorpions of the World (version 3.0) :
- Acuminochernes crassopalpus (Hoff, 1945)
- Acuminochernes tacitus Hoff, 1961

## Publication originale
- Hoff, 1949 : The pseudoscorpions of Illinois. Bulletin of the Illinois Natural History Survey, vol. 24, p. 407-498 (texte intégral).